# مارلون وليامز
مارلون وليامز (بالإنجليزية: Marlon Williams)‏ هو كاتب أغاني نيوزلندي، ولد في 31 ديسمبر 1990 في كرايستشرش في نيوزيلندا.

## وصلات خارجية
- الموقع الرسمي
- مارلون وليامز على موقع IMDb (الإنجليزية)
- مارلون وليامز على موقع ميوزك برينز (الإنجليزية)
- مارلون وليامز على موقع أول ميوزيك (الإنجليزية)
- مارلون وليامز على موقع ديسكوغز (الإنجليزية)
- مارلون وليامز على موقع قاعدة بيانات الفيلم (الإنجليزية)